# Hartmut Michel
Hartmut Michel, född i Ludwigsburg, Baden-Württemberg 18 juli 1948. Tysk kemist. Han tilldelades, tillsammans med Robert Huber och Johann Deisenhofer, Nobelpriset i kemi 1988 med motiveringen "för bestämning av den tredimensionella strukturen hos ett fotosyntetiskt reaktionscentrum".
Deisenhofer, Huber och Michel var de första som i detalj, atom för atom, beskrev hur olika proteiner, aktiva i den fotosyntetiska processen i vissa bakterier, var uppbyggda. Deras arbete har också haft betydelse för att förstå motsvarande processer i högre organismer som alger och växter.